# Montipora sinuosa
Espèce
Montipora sinuosa est une espèce de coraux appartenant à la famille des Acroporidae.